# Carmen María Argibay
Carmen María Argibay (Buenos Aires, 15 de junio de 1939 - Buenos Aires 10 de mayo de 2014) fue una ministra de la Corte Suprema de Justicia de Argentina. Se definía como atea militante, entendiendo que el término "militante" hacía referencia a la honestidad a sus creencias, no por imposición de estas. Feminista y defensora de los derechos de las mujeres, con relación al tema del aborto, mantuvo una posición tomada en favor de su despenalización. Debido a estas posturas, fue objeto de crítica por ciertos sectores de la sociedad. En el año 2008 recibió el Premio Konex (diploma al mérito) como uno de los cinco jueces más destacados de la década en la Argentina. En 2018 obtuvo, post mortem, nuevamente el galardón.

## Carrera anterior a la Corte Suprema
Argibay estudió en la Facultad de Derecho de la Universidad de Buenos Aires, y se recibió de abogada el 11 de junio de 1964. Trabajó en varios juzgados públicos y enseñó Derecho en muchas universidades, hasta 1976. El 24 de marzo de dicho año, el golpe de Estado dio origen a la dictadura militar autodenominada Proceso de Reorganización Nacional. La junta militar la arrestó, sin tener cargos en su contra, y la mantuvo en prisión hasta el mes de diciembre. Luego de obtener su libertad se dedicó a la práctica privada de la abogacía.
Ya durante el gobierno democrático de Raúl Alfonsín, el 7 de junio de 1984, fue nombrada jueza. Fue ascendida en 1988 y, nuevamente, en 1993. Se jubiló el 1 de enero de 2002.
Argibay fue integrante de la Asociación Internacional de Derecho Penal, y miembro fundadora de la Asociación Internacional de Mujeres Jueces, organización que presidió desde 1998 hasta 2000. También fundó la Asociación de Mujeres Jueces de Argentina.
Formó parte del Tribunal Internacional de Mujeres sobre Crímenes de Guerra para el Enjuiciamiento de la Esclavitud Sexual, que condenara en diciembre de 2000 al ejército japonés por los crímenes cometidos durante la Segunda Guerra Mundial, donde se sometieron mujeres de distintos países a la esclavitud sexual.
En junio de 2001 fue nombrada por la Asamblea General de las Naciones Unidas como jueza ad litem en el Tribunal Criminal Internacional que juzga crímenes de guerra en la ex Yugoslavia (ICTY por sus siglas en inglés)

## Nominación a la Corte Suprema
Argibay fue una de las primeras personas designadas para formar parte de la Corte Suprema cuando el presidente Néstor Kirchner tomó la decisión política de llevar a cabo una renovación en dicho tribunal. Fue propuesta por el presidente, debido a la consideración que se tenía de ella en el ámbito internacional, el 30 de diciembre de 2003. El Senado de la Nación Argentina aprobó su designación el 7 de julio de 2004. Algunos miembros de este cuerpo, en parte presionados por los obispos de sus respectivas provincias, presentaron resistencia a su designación, por su condición de atea y su posición a favor del aborto.
Se convirtió en miembro de la Corte el día 3 de febrero de 2005, una vez que hubo terminado sus deberes en la ICTY. Fue la primera mujer en ser nominada por un gobierno democrático para integrar el más alto tribunal de justicia de Argentina (Elena Highton, la segunda, fue nominada después pero ingresó a la Corte antes). La primera mujer designada ministro de la Corte Suprema de Justicia de la Nación fue Margarita Arguas. Ejerció el cargo entre octubre de 1970 y mayo de 1973, pero su designación fue hecha por el general Levingston, un presidente de facto y obviamente sin que se siguieran los mecanismos constitucionales.
La nominación de Argibay encontró una dura resistencia por parte de algunos sectores de la sociedad, particularmente la fracción más conservadora de la Iglesia católica, luego de que declarara que se hallaba políticamente más cerca de la izquierda que de la derecha, que era una atea militante, y que apoyaba el derecho de las mujeres a decidir sobre su propio cuerpo. A esos sectores, Argibay les respondió:

Creo que decir de frente lo que uno es o piensa revela honestidad, que es el primer paso para la ecuanimidad. Mis creencias no deben interferir en las decisiones judiciales que tome.

Argibay fue una defensora de los derechos de las mujeres y se destacó por realizar proyectos en contra de la trata de las mujeres y se declaró a favor de métodos anticonceptivos para evitar abortos y embarazos no deseados. También fundamentó que debe crearse una política de enseñanza sexual en las escuelas.    En 2007, la jueza Carmen Argibay obtuvo el Premio de Justicia Gruber (conjuntamente, con el juez chileno Carlos Cerda y la abogada internacional peruana Mónica Feria Tinta) por su trabajo de promoción de igualdad de género y la eliminación de la corrupción en el sistema judicial.
Cuando la Corte Suprema de Justicia resolvió la nulidad de los Indultos realizados por Carlos Menem, Carmen Argibay votó en disidencia y sostuvo la validez de los indultos. Dijo al respecto en un reportaje:

”Ocurre que, en este caso, hay dos principios constitucionales en juego: por un lado, el derecho a la verdad de las víctimas y, por otro lado, está la cosa juzgada, que es la garantía fundamental de las personas de no ser procesadas dos veces por el mismo delito. Para mí, este último principio tiene preeminencia porque es el fundamento de la existencia misma del Poder Judicial. También creo que el derecho de las víctimas es muy respetable pero, en mi opinión, esa garantía pasa exclusivamente por el derecho a la verdad, que no queda afectado porque ese juicio, igual, va a seguir. Pero los dos principios tienen el mismo rango y ahí viene el conflicto.”

Argibay murió el sábado 10 de mayo de 2014 víctima de un enfisema pulmonar que se complicó en sus últimos años con la suma de otras patologías como cardíacas y vasculares por la que debió ser operada, años atrás, mediante angioplastia de urgencia en severo shock cardiogénico en corazón y luego en una arteria de una pierna por el cardiólogo intervencionista Luis De la Fuente en el Instituto del Diagnóstico en los años 2008 y 2012 respectivamente.